# Sant Bartomeu (Montuïri)

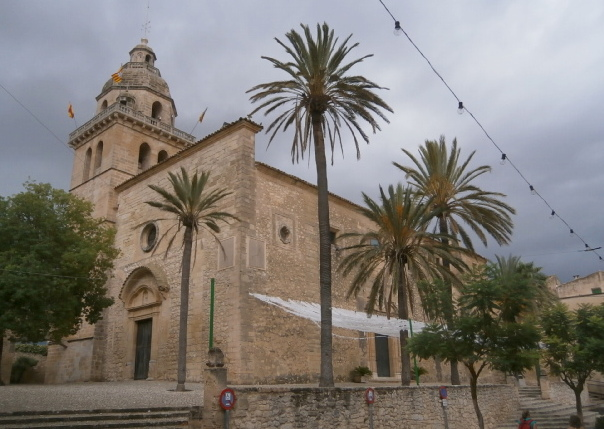
Sant Bartomeu

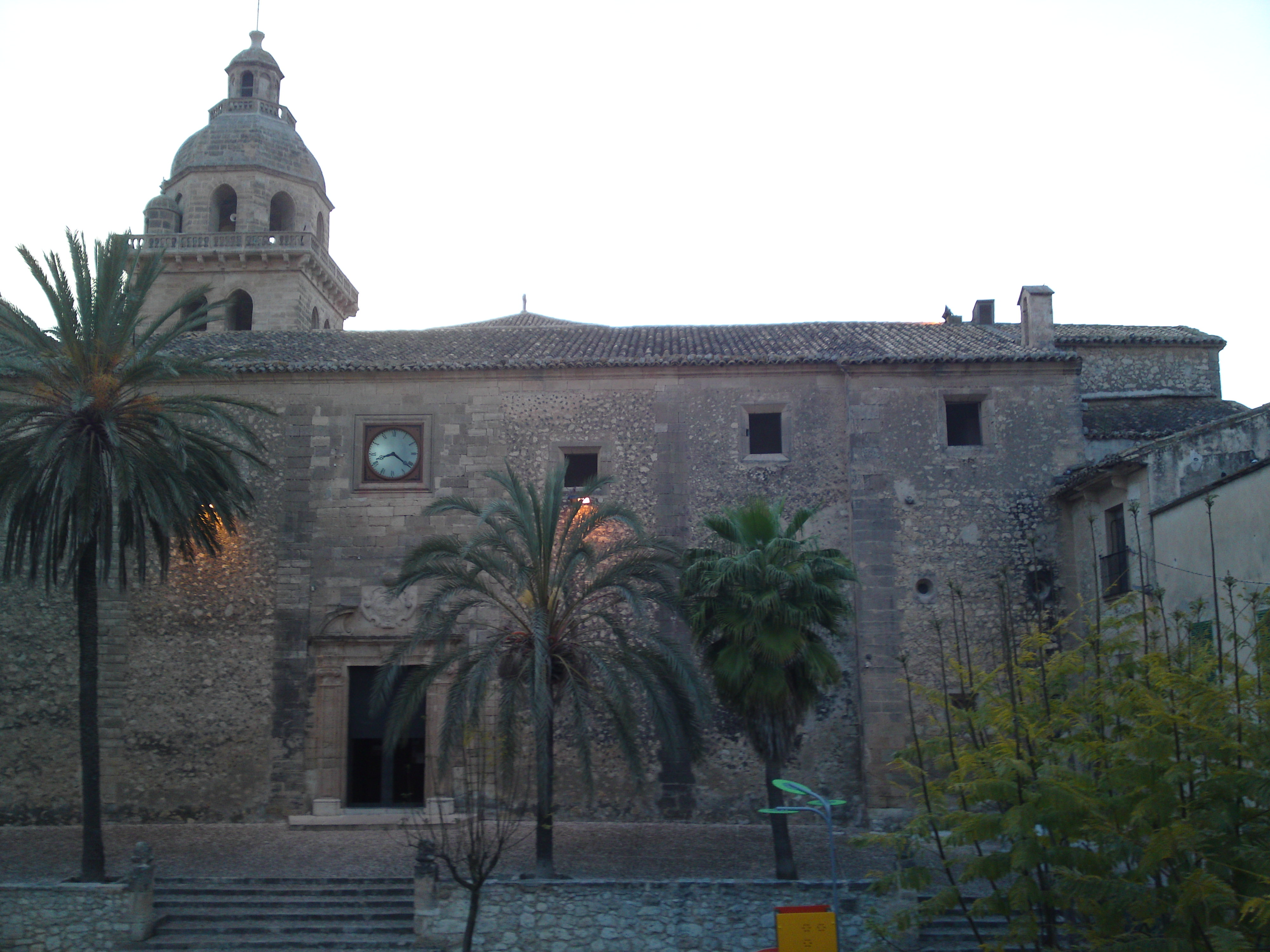
Ostseite

Sant Bartomeu ist eine römisch-katholische Kirche in Montuïri auf der spanischen Mittelmeerinsel Mallorca.

## Lage
Die Kirche befindet sich erhöht gelegen auf der Nordwestseite des Plaça Major des Orts. Von Westen her führt eine schmale, als Treppe ausgeführte Gasse zur Straße Carrer del Rei Jaume II hinab.

## Geschichte
Die erste Erwähnung einer Pfarrei in Montuïri stammt aus einer Bulle des Papstes Innozenz IV. aus dem Jahr 1248. Sie war jedoch noch Santa Maria und Sant Pere geweiht und befand sich im Ortsteil Molinar. Das heutige Kirchengebäude entstand im 14. Jahrhundert. Im Jahr 1515 wurde das Dach der Kirche erneuert. Eine Renovierung des Kirchturms erfolgte ab 1552. Am Ende des 16. Jahrhunderts machte sich eine Erweiterung der Kirche erforderlich. In der Zeit zwischen 1750 und 1773 wurde sowohl das Kirchendach als auch das den Altarraum überspannende Gewölbe erneuert.
1813 entstand die vor der Ostseite der Kirche befindliche zwölfstufige Treppe, die als Es Graons bezeichnet wird.
Während eines Umbaus in den 1950er Jahren wurde ein Teil der bei den Bauarbeiten im Barock verdeckten Elemente der Gotik wieder freigelegt.

## Architektur
Die Fassade der Kirche ist schlicht gestaltet. Der fünfgeschossige Kirchturm befindet sich an der Südwestecke und verfügt über einen quadratischen Grundriss. Das fünfte Geschoss ist auf jeder Seite mit zwei Spitzbögen gestaltet. Auf der schmalen Südseite ist das Hauptportal angeordnet. Oberhalb des Tors besteht ein barocker Frontispiz mit einer Heiligenabbildung. Darüber befindet sich eine Rosette.
Das Seitenportal in der Ostseite ist von Türpfosten mit Voluten flankiert und verfügt ebenfalls über einen Frontispiz. Neben der Jahreszahl 1643 ist dort das Ortswappen von Montuïri abgebildet. Oberhalb der Tür ist eine moderne Uhr in die Fassade eingefügt.

## Innengestaltung
Das Kirchenschiff wird von einem mit Stichkappen versehenen Tonnengewölbe überspannt. In den Stichkappen befinden sich runde Fenster. Deren Scheiben sind mit Heilige darstellende Glasmalereien aus dem 20. Jahrhundert verziert. An der Decke befinden sich sechs gemalte Medaillons, an denen jeweils die Baujahre der Deckenabschnitte angegeben sind. Auf jeder Längsseite der Kirche bestehen jeweils sechs Seitenkapellen, die durch Flachbögen vom Kirchenschiff getrennt sind.
Links befindet sich die Taufkapelle mit einem sechseckigen Taufbecken im Stil der Renaissance. Die hölzerne Abdeckung des Beckens ist pyramidenförmig. Es besteht ein Fenster mit einer Darstellung der Taufe Jesu. Eine weitere Kapelle ehrt Sant Antoni. Der Altaraufsatz ist barock.
Eine weitere Kapelle ist die 1698 geschaffene, tiefer gelegene Roser-Kapelle. Sie verfügt über einen kreuzförmigen Grundriss und besteht ihrerseits aus einem von einer Kuppel bedeckten Kreuzschiff, einem Altarraum und zwei Seitenkapellen. Bedeckt ist sie in Teilen von einem Kreuzgewölbe, zum Teil von einem Tonnengewölbe. Zur Kapelle gehört eine Apsis sowie ein im Jahr 1805 geschaffener Hauptaltar der die Heilige Jungfrau Mare de Déu del Roser darstellt.
Weitere Kapellen auf dieser Seite sind die Kapelle Sant Crist sowie die Kapelle Sant Josep. Letztere enthält einen frühbarocken Altar aus der sogenannten Blanquer-Schule. Darüber hinaus besteht eine Kapelle zu Ehren der Immaculata.
Auf der rechten Seite befindet sich unterhalb der Empore eine Kapelle mit zwei kleinen barocken Bögen. Der rechte Bogen dient als Fuß der Treppe zur Empore. In der Kapelle zu Ehren des Namens Jesu befindet sich ein aus dem frühen 17. Jahrhundert stammender Altaraufsatz im Stil des Manierismus. Auf dem Schlussstein des Kapellengewölbes ist das Wappen der Familie Villalonga abgebildet. Die Kapelle Sagrats Cors, die Kapelle der Heiligen Herzen, verfügt über einen neobarocken, Maria und Jesus darstellenden Altar.
In der fünften Kapelle auf der rechten Seite befinden sich Reste eines Altaraufsatzes aus der Zeit der Renaissance. Er wurde im 16. Jahrhundert von Mateu Llopis zu Ehren Sant Bartomeus geschaffen. Im Schlussstein des Kapellengewölbes ist eine Seele im Fegefeuer dargestellt.
Eine weitere Kapelle besteht zu Ehren von Santa Catalina de Sena. In der Kapelle ist ein die Heilige zeigendes Gemälde zu sehen.
Der dreiflügelige Aufsatz des Hauptaltars der Kirche hat zwei Ebenen und entstand 1789 durch Josep Sastre Tamorer. Der Mittelteil des Aufsatzes enthält im unteren Teil ein Tabernakel und darüber ein Bild des Heiligen Bartholomäus. Auf den seitlichen Flügeln sind weitere Heilige dargestellt. Auf der linken Seite des Altarraums befindet sich ein Gemälder der Heiligen Jungfrau Mare de Déu del Pilar. Rechts liegt der Durchgang zur Sakristei.
Die Sakristei verfügt über einen rechteckigen Grundriss und ist von Kreuzgratgewölben überspannt. Im Raum befindet sich ein steinernes, mit dem Ortswappen verziertes und auf das Jahr 1642 datiertes Waschbecken.
Die Orgel der Kirche stammt aus dem 17. Jahrhundert und befindet sich auf einer Empore. Dort sind auch Propheten darstellende, 1775 von Jaume Martorell geschaffene Gemälde erhalten.
Vor der Ostseite der Kirche steht seit 2010 ein Denkmal für den in Montuïri geborenen Komponisten Antoni Martorell i Miralles.